# Ordre du Mérite militaire Antonio Nariño
L'Ordre du Mérite militaire Antonio Nariño (en espagnol : Orden del Mérito Militar Antonio Nariño) est un ordre décerné par la Colombie. Il s’agit de l’ordre le plus élevé décerné pour dévouement méritoire au service militaire.

## Histoire
L’Ordre a été fondé le 13 juin 1942 pour récompenser le service militaire méritoire, le dévouement au devoir, les performances exceptionnelles dans l’entraînement ou le travail du personnel et les actes de courage dans l’action armée. L’Ordre est dédié à l’homme politique Antonio Nariño.

## Grades
L’Ordre du Mérite militaire Antonio Nariño est décerné dans les grades suivants :
- Grand-Croix (Gran Cruz)
- Grand Officier (Gran Oficial)
- Commandeur (Comendador)
- Officier (Oficial)
- Chevalier (Caballero)
- Compagnon (Compañero)

Le ruban est jaune avec des bordures jaunes, bleues et rouges pour tous les grades, à l’exception du grade de compagnon dont le ruban est entièrement jaune.
| Grand-Croix | Grand Officier | Commandeur |
| Officier    | Chevalier      | Compagnon  |